# Беррі Філліпс-Мур
Беррі Філліпс-Мур (англ. Barry Phillips-Moore; 9 червня 1938 — 29 червня 2023) — колишній австралійський тенісист.
Найвищу одиночну позицію світового рейтингу — 20 місце досяг 10 червня 1968 року.
Здобув 48 одиночних та 1 парний титул.
Найвищим досягненням на турнірах Великого шолома були півфінали в одиночному розряді.
Завершив кар'єру 1980 року.

## Титули в одиночному розряді за кар'єру
| Ранг | Дата          | Турнір                     | Покриття | Суперник у фіналі | Рахунок                 |
| 1.   | 4 лютого 1968 | Окленд, Нова Зеландія.     |          | Онні Парун        | 6–3, 6–8, 1–6, 6–3, 6–2 |
| 2.   | 20 липня 1969 | Монтана-Вермала, Швейцарія |          | Штепан Коуделка   | 6–1, 6–2, 7–5           |

## Фінали за часів Відкритої ери (2)

### Чемпіон у парному розряді (1)
| Ранг | Дата          | Турнір        | Покриття | Партнер        | Суперники у фіналі      | Рахунок  |
| 1.   | 3 лютого 1975 | Літл-Рок, США | Килим    | Марсельйо Лара | Джефф Остін Чарлз Овенс | 6–4, 6–3 |

### Фіналіст в одиночному розряді (1)
| Ранг | Дата          | Турнір                | Покриття | Суперник у фіналі | Рахунок            |
| 1.   | 28 липня 1974 | Гілверсум, Нідерланди | Ґрунт    | Гільєрмо Вілас    | 6–4, 6–2, 1–6, 6–3 |